# С кошки всё и началось…
«С кошки всё и началось…» — советский художественный детский телефильм-комедия 1982 года, снятый режиссёром Юрием Оксанченко по сценарию Юрия Томина по мотивам его повести «Нынче всё наоборот».
Премьерный показ телефильма состоялся 1 июня 1983 года в 16:00 на первой программе Центрального телевидения СССР.

## Сюжет
Галка, Юрка и Славик решили устроить праздник непослушания — никого не слушать и поступать только так, как хочется. А если уж чего не хочется — то не делать вообще. Обескураженные родители и учительница не сразу понимают, что произошло с ребятами. Но мудрая наука педагогика и тут нашла выход: нужно просто показать, к чему такое поведение приводит. И для этого был вызван специально приглашённый артист…

## Рецензии
Мария Костюкович считает главной темой фильма сопротивление деспотичной воле взрослых и детскую мечту о свободе. Это свобода, которая «позволяет детям самостоятельно совершать немыслимые, граничащие даже с угрозой жизни поступки, которые, впрочем, кончаются всегда хорошо, потому что на страже всегда стоит взрослый, готовый даже в последний момент прийти на помощь». Единственная неприятность в показанном детском мире — временная утрата гармонии, которую героям легко удаётся настроить. Такая тема благополучного детского мира впервые возникла в соцреалистическом фильме «Концерт Бетховена» и наполняла телефильмы 1970—1980-х годов, ставя «С кошки всё и началось…» в ряд с таким картинами, как «По секрету всему свету», «Капитан Соври-голова», «Как я был вундеркиндом», «Тихие троечники», «Три веселые смены».

## В ролях
| Актёр                | Роль                          |
| -------------------- | ----------------------------- |
| Сергей Алексеев      | Славик Барышев                |
| Елена Шабалина       | Галка                         |
| Алексей Поспелов     | Юра Карасик                   |
| Светлана Суховей     | мама Юры                      |
| Анатолий Грачёв      | папа Галки                    |
| Юрий Николаев        | папа Славика                  |
| Любовь Румянцева     | учительница Майя Владимировна |
| Евгений Крыжановский | учитель-практикант            |
| Римма Маркова        | соседка Юры                   |
| Виктор Ильичёв       | дядя Серёжа                   |
| Анатолий Равикович   | врач                          |
| Галина Белозерова    | мама Галки                    |